# Pileodon philippinensis
Pileodon philippinensis är en svampart som först beskrevs av Giacopo Bresàdola, och fick sitt nu gällande namn av Nakasone 2004. Pileodon philippinensis ingår i släktet Pileodon, ordningen Gloeophyllales, klassen Agaricomycetes, divisionen basidiesvampar och riket svampar.   Inga underarter finns listade i Catalogue of Life.